# فرانسيس كوفي
فرانسيس كوفي (بالإنجليزية: Francis Coffie)‏ (20 سبتمبر 1989 بأكرا في غانا - ) هو لاعب كرة قدم غاني في مركز الوسط. شارك مع منتخب غانا لكرة القدم. أما مع النوادي، فقد لعب مع أشانتي غولد وأشانتي كوتوكو ونادي ليغانيس وPower F.C. ‏ ونادي ميدياما.

## روابط خارجية
- فرانسيس كوفي على موقع قاعدة بيانات كرة القدم.إي يو (الإنجليزية)
- فرانسيس كوفي على موقع ناشيونال فوتبول تيمز (الإنجليزية)